# Freiwilliger Arbeitsdienst

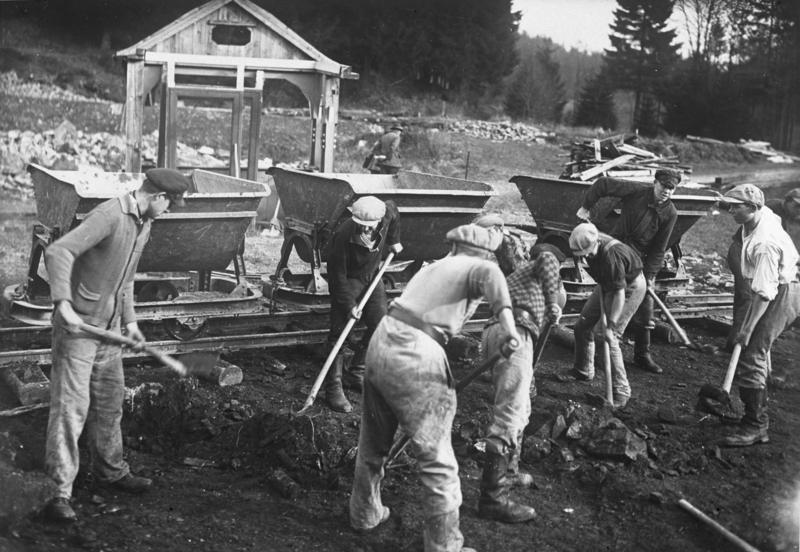
Reichsbannerleute des Freiwilligen Arbeitsdienstes bei Erdarbeiten an der Talsperre Lehnmühle, 1931

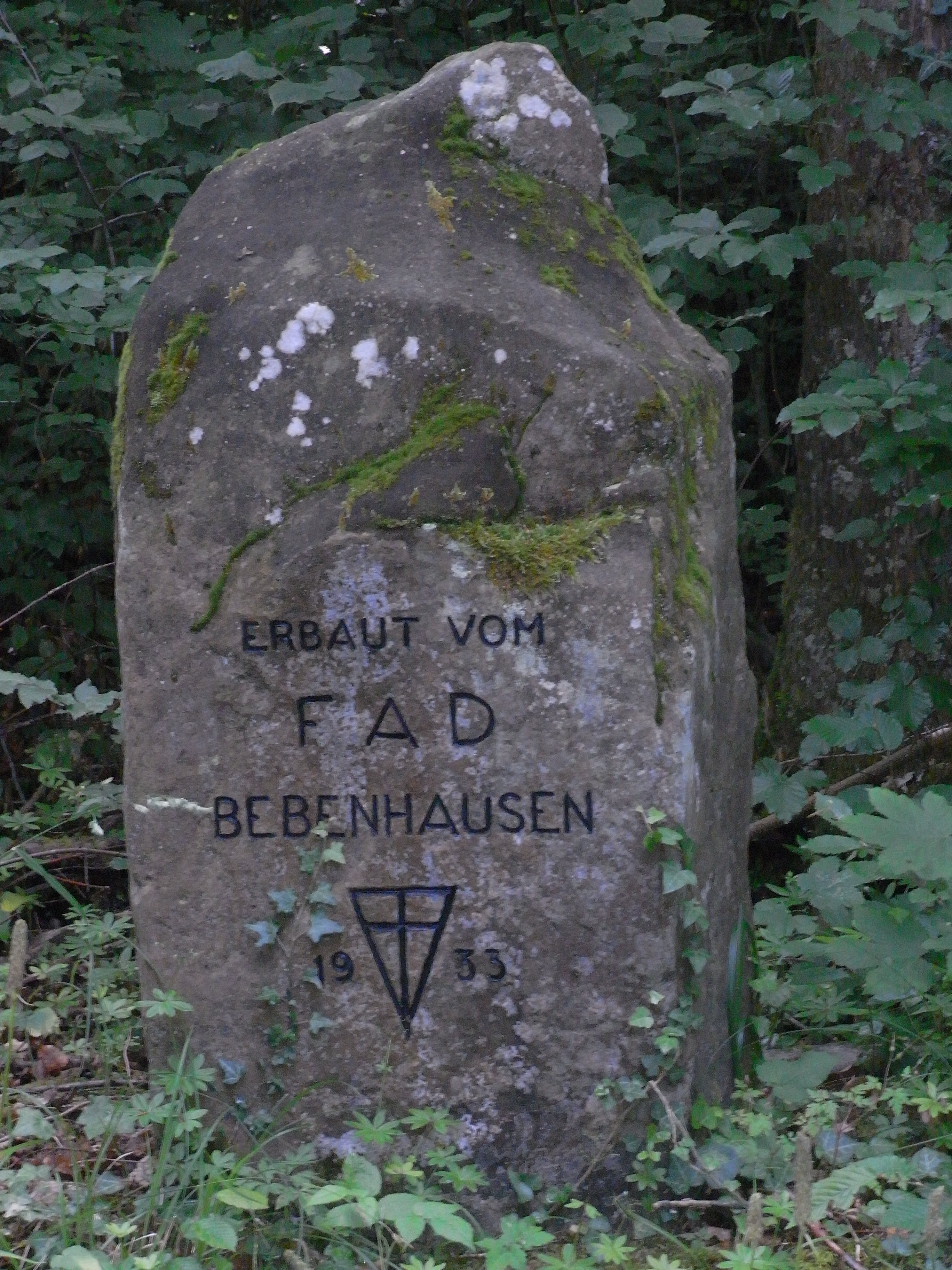
FAD-Gedenkstein von 1933 bei Bebenhausen

Der Freiwillige Arbeitsdienst (FAD) war ein 1931 eingeführtes öffentlich gefördertes Beschäftigungsprogramm der Reichsanstalt für Arbeitsvermittlung und Arbeitslosenversicherung der Weimarer Republik. Junge, arbeitslose Menschen sollten sich freiwillig in einem Arbeitslager zusammenfinden, um von hier aus für eine befristete Zeit einer Tätigkeit nachzugehen, die für die Allgemeinheit einen Nutzen stiftete und andererseits den Betroffenen das Gefühl gab, gebraucht zu werden. Am 16. Juli 1932 erfolgte die Bestellung des Geheimen Regierungsrats und Präsidenten der Reichsanstalt für Arbeitsvermittlung und Arbeitslosenversicherung Friedrich Syrup als Reichskommissar für den freiwilligen Arbeitsdienst.

## Geschichte
Die Wurzeln des FAD lagen in der ersten Nachkriegszeit, als die Forderung nach einem „Ersatz für die verloren gegangene Erziehungsschule des Heeres“ erhoben wurde. Politischen Nachdruck erhielt dieser Gedanke jedoch erst durch die immense Zunahme der Arbeitslosigkeit nach 1929. Die Rechtsparteien, darunter die NSDAP, hatten seit Beginn der Weltwirtschaftskrise nachdrücklich eine Arbeitsdienstpflicht gefordert; der FAD war somit ein politisches Zugeständnis der Regierung des Reichskanzlers Heinrich Brüning an die Rechte.

## Grundlagen, Förderzweck, Trägerschaft
Die gesetzlichen Grundlagen dazu wurden mit der Notverordnung vom 5. Juni 1931 im § 139a des Gesetzes für Arbeitsvermittlung und Arbeitslosenversicherung geschaffen. Nach Artikel 1 der Ausführungsverordnung vom 3. August 1931 durfte er nur für gemeinnützige zusätzliche Arbeiten eingesetzt werden.
Dies waren Maßnahmen, die der Bodenverbesserung, der Herrichtung von Siedlungs- und Kleingartenland, der örtlichen Verkehrsverbesserung und der Hebung der Volksgesundheit dienten. Träger der Maßnahmen konnten nur Körperschaften des öffentlichen Rechts und solche Vereinigungen oder Stiftungen sein, die gemeinnützige Ziele verfolgten. Dazu zählten Jugendbünde, Verbände, politische Parteien, konfessionelle Vereinigungen, Jugendgruppen, Bewegungen aller Art, Gewerkschaften, aber auch Militärfreunde und -gegner: wie z. B. Stahlhelm, Bund der Frontsoldaten, Deutsche Freischar, Jungdeutscher Orden u. v. m.

## Ziele der Anbieter von freiwilligen Arbeitsdiensten
Die den FAD anbietenden Körperschaften verbanden mit ihrem Engagement sehr unterschiedliche eigene Zielsetzungen.
In den Reihen der Jugendbewegung betrieb die Schlesische Jungmannschaft Arbeitslager für Arbeiter, Bauern und Studenten, um die Angehörigen verschiedener Gruppen des Volkes gegenseitiges Verständnis zu lehren und Klassengegensätze auszugleichen.
Bei der völkischen Siedlungsbewegung der Artamanen existierte ein „Freiwilliger Arbeitsdienst“, der durch den „entsagungsvollen Dienst auf dem Lande“ der Landflucht entgegenwirken sollte.
Die politischen Parteien SPD, Zentrum, KPD und NSDAP unterhielten eigene Arbeitsdienstvereine.
Dem katholischen Zentrum nahe standen Aktivitäten des Freiwilligen Arbeitsdienstes im Emsland. Die auf Initiative des Meppener Verwaltungsangestellten und Zentrum-Jugendpolitikers Anton Veltrup betriebenen Lager für arbeitslose Jugendliche aus der Region wie aus Großstädten dienten der Kultivierung von Moor- und Ödlandflächen und dem Bau von Straßen.
Die Arbeitslager der NSDAP wurden seit 1931 vom ehemaligen Reichwehroffizier, Oberst a. D, Konstantin Hierl geleitet. Ziel dieser Partei war es, den Arbeitsdienst als Säule des zukünftigen Staates anzusehen. „Er ist höchster Ausdruck eines deutschen Sozialismus. Eine Erziehungsschule ohnegleichen.“

## Nachfrage
Ende 1931 umfasste die Organisation zunächst nur 6.800 Personen. Bis Mitte 1932 stieg deren Zahl aber auf 97.000 Freiwillige an, nachdem der FAD für alle Deutschen beiderlei Geschlechts zwischen 18 und 25 Jahren geöffnet worden war. Im Dezember 1932 erfuhren rund mehr als 241.000 Personen eine Förderung als Arbeitsdienstwillige im FAD. Damit war er das weitaus größte der öffentlich geförderten Beschäftigungsprogramme der Weimarer Republik.
Die Arbeitsdauer war für den einzelnen Freiwilligen auf maximal 20 Wochen beschränkt, da nur für diese Zeit die Arbeitslosen- bzw. Krisenunterstützung weitergezahlt wurde. Für die meisten der geförderten Personen lag die Beschäftigungsdauer im FAD bei unter 10 Wochen. Die Hälfte von ihnen war jünger als 21 Jahre. Die Führer in den freiwilligen Arbeitsdienstlagern erhielten kein Gehalt, sondern nur eine „Führerzulage“ von monatlich 30 RM.

## Der FAD nach der Machtübernahme Hitlers
Da das NS-Regime im Arbeitsdienst eine Teilantwort auf die Wirtschaftskrise sah, löste es den 1931 ins Leben gerufenen FAD nach der Machtergreifung nicht auf, sondern gestaltete ihn nach seinen Vorstellungen sukzessive zu einem Instrument der bewussten Erziehung zur „Volksgemeinschaft“ um. Missliebige andere Träger wurden zunehmend schikaniert. So wurden seit März 1933 seitens der SA vermehrt Gewaltaktionen gegen Arbeitsdienstlager durchgeführt, deren Träger kirchliche oder sozialdemokratische Wurzeln hatten. Artur von Machui, einem Sozialdemokraten, wurde vorgeworfen, „dass ich den Lagern des ‚Freiwilligen Arbeitsdienstes‘ auf den Gütern der ‚Schlesischen Land-GmbH‘ das Setzen Schwarz-Rot-Goldener Fahnen ‚aufgezwungen‘ hätte (bei gleichzeitigem Einholen Schwarzweißroter und Hakenkreuz-Fahnen).“ Selbstgleichschaltungen und „freiwillige“ Anschlüsse waren bis August 1933 die Folge. Damit einher gingen rechtliche Schritte, die den erreichten Status quo nachträglich legitimierten und ausweiteten.
Gleichzeitig wurde der Arbeitsdienst zunehmend von der Reichsanstalt für Arbeitsvermittlung und Arbeitslosenversicherung abgekoppelt. Seit Dezember 1933 waren daher nicht mehr die Arbeitsämter, sondern eigens errichtete Meldeämter für die Einstellung von Freiwilligen zuständig; mit dem 1. April 1934 wurde der männliche Arbeitsdienst schließlich ganz von der Reichsanstalt getrennt und stand seither völlig unter NS-Einfluss.
Mit dem Gesetz für den Reichsarbeitsdienst vom 26. Juni 1935 entstand schließlich der Reichsarbeitsdienst (RAD), der zunächst nur für männliche Jugendliche zwischen 18 und 25 Jahren verpflichtend war, mit Beginn des Zweiten Weltkriegs auch für junge Frauen.

## Einrichtungen
- Das jüdische Landwerk Neuendorf stellte 50 Plätze für jugendliche Arbeitslose im freiwilligen Arbeitsdienst bereit.